# Rajya Sabha
Rajya Sabha (Hindi: राज्य सभा) còn được gọi là Hội đồng Nghị sĩ Bang, là thượng viện trong hệ thống Quốc hội lưỡng viện Ấn Độ (Sau đây gọi tắt là "Thượng viện"). Thành viên tối đa là 250, trong đó có 12 được chỉ định bởi Tổng thống trong các lĩnh vực văn hóa, xã hội. Số còn lại được Hạ viện của các bang bầu ra. Thượng nghị sĩ có nhiệm kỳ 6 năm, cứ 2 năm 1/3 thượng nghị sĩ sẽ nghỉ hưu.
Thượng viện là cơ quan thường trực không bị giải thể như Hạ viện Lok Sabha.
Phó Tổng thống thường kiêm nhiệm chức Chủ tịch Thượng viện. Phó Chủ tịch được bầu từ các thành viên trong Thượng viện, với vai trò và quyền hạn tương đương Chủ tịch khi Chủ tịch vắng mặt. Thượng viện được thành lập 13/5/1952. Chính sách đãi ngộ của thượng nghị sĩ tương đương hạ nghị sĩ.

## Tư cách trở thành thượng nghị sĩ
Điều 84 Hiến pháp Ấn Độ quy định để trở thành thượng nghị sĩ phải có đủ tiêu chuẩn sau:
- Là công dân Ấn Độ thực hiện và đăng ký trước một số người được uỷ quyền đại diện Ủy ban bầu cử tuyên thệ hoặc xác nhận theo mẫu quy định với mục đích trong bảng thứ ba tới Hiến pháp;
- Ít nhất 30 tuổi;
- Có trình độ chuyên môn nhất định do Quốc hội Ấn Độ quy định;

Các đại biểu được bầu bởi Vidhan Sabha (cơ quan lập pháp địa phương) bầu theo hệ thống số phiếu chuyển nhượng duy nhất thông qua tỉ lệ đại diện.
12 thành viên còn lại được Tổng thống chỉ định trong các lĩnh vực văn hóa, xã hội. Tuy nhiên theo điều 55 Hiến pháp họ không được bỏ phiếu trong cuộc bầu cử Tổng thống.

## Thành viên
Số ghế trong thượng viện được phân bổ theo tỉ lệ dân số các bang. Và 12 thành viên được chỉ định bởi Tổng thống .
| Tên các bang      | Số ghế trong Rajya Sabha |
| ----------------- | ------------------------ |
| Andhra Pradesh    | 11                       |
| Arunachal Pradesh | 1                        |
| Assam             | 7                        |
| Bihar             | 16                       |
| Chhattisgarh      | 5                        |
| Goa               | 1                        |
| Gujarat           | 11                       |
| Haryana           | 5                        |
| Himachal Pradesh  | 3                        |
| Jammu & Kashmir   | 4                        |
| Jharkhand         | 6                        |
| Karnataka         | 12                       |
| Kerala            | 9                        |
| Madhya Pradesh    | 11                       |
| Maharashtra       | 19                       |
| Manipur           | 1                        |
| Meghalaya         | 1                        |
| Mizoram           | 1                        |
| Nagaland          | 1                        |
| Delhi             | 3                        |
| Chỉ định          | 12                       |
| Odisha            | 10                       |
| Pondicherry       | 1                        |
| Punjab            | 7                        |
| Rajasthan         | 10                       |
| Sikkim            | 1                        |
| Tamil Nadu        | 18                       |
| Telangana         | 7                        |
| Tripura           | 1                        |
| Uttar Pradesh     | 31                       |
| Uttarakhand       | 3                        |
| West Bengal       | 16                       |

### Thành viên các Đảng
Thành viên các Đảng trong Rajya Sabha:(tính đến 20/10/2014)
| Liên minh (Tổng tuyển cử 2014)          | Đảng                                      | Số ghế |
| --------------------------------------- | ----------------------------------------- | ------ |
| Liên minh Dân chủ Quốc gia Số ghế: 57   | Đảng Bharatiya Janata                     | 43     |
| Liên minh Dân chủ Quốc gia Số ghế: 57   | Đảng Telugu Desam                         | 6      |
| Liên minh Dân chủ Quốc gia Số ghế: 57   | Shiv Sena                                 | 3      |
| Liên minh Dân chủ Quốc gia Số ghế: 57   | Shiromani Akali Dal                       | 3      |
| Liên minh Dân chủ Quốc gia Số ghế: 57   | Đảng Lok Janshakti                        | 0      |
| Liên minh Dân chủ Quốc gia Số ghế: 57   | Mặt trận Nhân dân Nagaland                | 1      |
| Liên minh Dân chủ Quốc gia Số ghế: 57   | Mặt trận Quốc gia Mizo                    | 0      |
| Liên minh Dân chủ Quốc gia Số ghế: 57   | Đảng Cộng hòa của Ấn Độ(Athvale)          | 1      |
| Liên minh thống nhất tiến bộ Số ghế: 89 | Đảng Quốc Đại Ấn Độ                       | 68     |
| Liên minh thống nhất tiến bộ Số ghế: 89 | Janata Dal (Liên minh)                    | 12     |
| Liên minh thống nhất tiến bộ Số ghế: 89 | Đảng Đại hội Quốc gia                     | 6      |
| Liên minh thống nhất tiến bộ Số ghế: 89 | Rashtriya Janata Dal                      | 1      |
| Liên minh thống nhất tiến bộ Số ghế: 89 | Jharkhand Mukti Morcha                    | 1      |
| Liên minh thống nhất tiến bộ Số ghế: 89 | Đại hội Kerala (Mani)                     | 1      |
| Đảng khác Số ghế: 77                    | Đảng Bahujan Samaj                        | 14     |
| Đảng khác Số ghế: 77                    | Anna Dravida Munnetra Kazhagam toàn Ấn Độ | 11     |
| Đảng khác Số ghế: 77                    | Trinamool Hội nghị toàn Ấn Độ             | 12     |
| Đảng khác Số ghế: 77                    | Đảng Cộng sản Ấn Độ (Marxist)             | 9      |
| Đảng khác Số ghế: 77                    | Đảng Samajwadi                            | 10     |
| Đảng khác Số ghế: 77                    | Biju Janata Dal                           | 7      |
| Đảng khác Số ghế: 77                    | Dravida Munnetra Kazhagam                 | 4      |
| Đảng khác Số ghế: 77                    | Đảng Cộng sản Ấn Độ                       | 2      |
| Đảng khác Số ghế: 77                    | Lok Dal Quốc gia Ấn Độ                    | 2      |
| Đảng khác Số ghế: 77                    | Đảng Hội nghị Quốc gia Jammu & Kashmir    | 2      |
| Đảng khác Số ghế: 77                    | Mặt trận Dân chủ Sikkim                   | 1      |
| Đảng khác Số ghế: 77                    | Janata Dal (kế tục)                       | 1      |
| Đảng khác Số ghế: 77                    | Telangana Rashtra Samithi                 | 1      |
| Đảng khác Số ghế: 77                    | Mặt trận Nhân dân Bodoland                | 1      |
| Chỉ định                                |                                           | 10     |
| Độc lập                                 |                                           | 9      |
| Khuyết                                  |                                           | 3      |
| Tổng                                    |                                           | 245    |

## Tổ chức

### Chủ tịch và Phó Chủ tịch
Theo Hiến pháp Rajya Sabha gồm 1 Chủ tịch và 1 Phó Chủ tịch
Chủ tịch Rajya Sabha là Phó Tổng thống.
Phó Chủ tịch được bầu từ các thành viên trong Rajya Sabha
Danh sách Phó Chủ tịch Rajya Sabha
| Phó Chủ tịch             | Nhiệm kỳ               | Đảng                |
| ------------------------ | ---------------------- | ------------------- |
| S. V. Krishnamoorthy Rao | 31/5/1952 – 2/4/1956   | Đảng Quốc Đại Ấn Độ |
| S. V. Krishnamoorthy Rao | 25/4/1956 — 1/3/1962   | Đảng Quốc Đại Ấn Độ |
| Violet Alva              | 19/4/1962 – 2/4/1966   | Đảng Quốc Đại Ấn Độ |
| Violet Alva              | 7/4/1966 – 16/11/1969  | Đảng Quốc Đại Ấn Độ |
| B. D. Khobragade         | 17/12/1969 – 2/4/1972  | Đảng Cộng hòa Ấn Độ |
| Godey Murahari           | 4/4/1972 – 2/4/1974    | Đảng Quốc Đại Ấn Độ |
| Godey Murahari           | 26/4/1974 – 20/3/1977  | Đảng Quốc Đại Ấn Độ |
| Ram Niwas Mirdha         | 30/3/1977 – 4/4/1980   | Đảng Quốc Đại Ấn Độ |
| Shyamlal Yadav           | 30/7/1980 – 4/4/1982   | Đảng Quốc Đại Ấn Độ |
| Shyamlal Yadav           | 28/4/1982 – 29/12/1984 | Đảng Quốc Đại Ấn Độ |
| Najma Heptulla           | 25/1/1985 – 20/1/1986  | Đảng Quốc Đại Ấn Độ |
| M M Jacob                | 2/2/1986 – 22/10/1986  | Đảng Quốc Đại Ấn Độ |
| Pratibha Patil           | 18/11/1986 – 5/11/1988 | Đảng Quốc Đại Ấn Độ |
| Najma Heptulla           | 11/11/1988 – 4/7/1992  | Đảng Quốc Đại Ấn Độ |
| Najma Heptulla           | 10/7/1992 – 4/7/1998   | Đảng Quốc Đại Ấn Độ |
| Najma Heptulla           | 9/7/1998 – 10/6/2004   | Đảng Quốc Đại Ấn Độ |
| K Rehman Khan            | 24/7/2004 – 2/4/2012   | Đảng Quốc Đại Ấn Độ |
| Pallath Joseph Kurien    | 21/8/2012 – Nay        | Đảng Quốc Đại Ấn Độ |

### Lãnh đạo nhà
Lãnh đạo nhà hay còn được gọi lãnh đạo phe đa số trong Rajya Sabha. Lãnh đạo phe đa số thường là Thủ tướng nếu là hạ nghị sĩ, hoặc là một bộ trưởng được chỉ định.
Lãnh đạo phe đa số hiện nay là Arun Jaitley Bộ trưởng Bộ tài chính (Đảng Bharatiya Janata) 

### Lãnh đạo phe đối lập
Đồng thời lãnh đạo phe đối lập tại Hạ viện. Lãnh đạo phe đối lập là lãnh đạo Đảng phe thiểu số lớn nhất.
Lãnh đạo phe đối lập hiện nay là Ghulam Nabi Azad cựu Bộ trưởng Bộ Y tế và phúc lợi gia đình (Đảng Quốc Đại Ấn Độ)